# Arachnocephalus maculifrons
Arachnocephalus maculifrons is een rechtvleugelig insect uit de familie Mogoplistidae. De wetenschappelijke naam van deze soort is voor het eerst geldig gepubliceerd in 1969 door Roy.